# Tiger Hill
Tiger Hill är en kulle i Antarktis. Den ligger i Östantarktis. Nya Zeeland gör anspråk på området. Toppen på Tiger Hill är 620 meter över havet, eller 137 meter över den omgivande terrängen. Bredden vid basen är 1,7 km.
Terrängen runt Tiger Hill är varierad. Havet är nära Tiger Hill söderut. Trakten är obefolkad. Det finns inga samhällen i närheten. 